# Мани (духи предків)
Ма́ни (лат. Manes) — духи померлих предків.
Їх шанували як божества і складали їм жертви. Мани були тими богами яким віддавалось належне у всіх надгробних написах у поганському Римі: «Diis Manibus», «Манам, богам».
Свято померлих — паренталії (лат. parentare — складати жертви померлим) справляли від 13 до 21 лютого, в останній день свята на могили померлих приносили квіти що, як вважалось, були особливо любі Манам: анемони, троянди, мирт, лілії та фіалки, та страви: мед, вино, молоко, яйця, сочевицю та боби. Цього дня були зачинені всі храми, заборонялося влаштовувати весілля та інші веселощі. Місцеперебування цих духів — під землею, тому Мани в поезії є синонімом підземного царства.